# Colin Hart
Colin Hart (ur. 6 kwietnia 1935 w Londynie, zm. 22 marca 2025) – brytyjski dziennikarz.
Karierę dziennikarską rozpoczął w 1958 w Daily Herald. Od 1962 w redakcji sportowej a od 1964 zajął się problematyką pięściarską. Następnie w The Sun jako korespondent z walk bokserskich. Był obecny przy najważniejszych wydarzeniach tej dyscypliny. W 2000 zakończył pracę korespondenta i prowadził w The Sun kolumnę bokserską.
Jako pierwszy brytyjski dziennikarz otrzymał Nat Fleischer Award za wybitne osiągnięcia w dziennikarstwie poświęconym pięściarstwu.
W roku 2013 został przyjęty do Międzynarodowej Bokserskiej Galerii Sławy w kategorii Obserwatorzy.